# أحمد النعماني
أحمد يوسف النعماني (مواليد 12 أكتوبر 1979) هو لاعب كرة قدم لبناني معتزل، كان يلعب في مركز المدافع، ومثّل المنتخب اللبناني خلال كأس آسيا 2000.

## المسيرة الاحترافية
بدأ النعماني مسيرته الكروية مع نادي الصفاء عام 1999، حيث لعب لمدة ست سنوات وأحرز خلالها 18 هدفًا. في 9 سبتمبر 2005، انضم إلى نادي النجمة، واستمر معه حتى عام 2011، مسجلًا 4 أهداف. خلال موسم 2011–2013، انتقل إلى نادي الإخاء الأهلي عاليه، حيث شارك في 24 مباراة وسجل 4 أهداف.

## المسيرة الدولية
مثل النعماني منتخب لبنان تحت 23 سنة عام 2002، وشارك مع المنتخب الأول من عام 1997 حتى 2006، حيث خاض 33 مباراة دولية بدون تسجيل أهداف. من أبرز مشاركاته كانت في بطولة كأس آسيا 2000 التي أقيمت في لبنان.

## الحياة الشخصية
ولد أحمد النعماني في مكة بالمملكة العربية السعودية، ونشأ في بيئة داعمة لكرة القدم مما ساعده على تطوير مهاراته والاحتراف في لبنان.

## الجوائز والإنجازات
- الفوز بكأس لبنان مع نادي النجمة.
- المشاركة في دوري أبطال آسيا مع نادي النجمة.
- تمثيل منتخب لبنان في بطولة كأس آسيا 2000.

## إحصائيات المسيرة
| الموسم    | النادي          | عدد المباريات | الأهداف |
| --------- | --------------- | ------------- | ------- |
| 1999–2005 | صفاء            | –             | 18      |
| 2005–2011 | النجمة          | –             | 4       |
| 2011–2013 | أخاء أهلي عاليه | 24            | 4       |
| الإجمالي  | الإجمالي        | ?             | 26      |

## روابط خارجية
- أحمد النعماني على الأرشيف الرياضي العالمي

- المباريات الدولية 2000 - آسيا (RSSSF)